# جو بولتون (شاعر)
جو بولتون (بالإنجليزية: Joe Bolton)‏ هو شاعر أمريكي، ولد في 3 ديسمبر 1961 في كاديز في الولايات المتحدة، وتوفي في 1990.